# 張鉞 (弘治進士)
張鉞（1465年—？），字朝肅，山西平陽府夏縣人，民籍，明朝政治人物。

## 生平
山西鄉試第四十一名舉人。弘治十五年（1502年）中式壬戌科會試第二百十九名，二甲第七十七名進士。

## 家族
曾祖張金；祖父張幹；父張秀，大使。前母馬氏；母關氏。具庆下。兄鐸、銘。